# Obuasi
Obuasi é uma cidade situada no sul de Gana. 
Tem cerca 115 mil habitantes. Este lugar cresceu quando foi lá descoberto um depósito de ouro no século XIX, um dos mais ricos do mundo.